# 科林戰役
科林戰役（德語：Schlacht bei Kolin 或 Collin），是七年戰爭中普魯士與奧地利在1757年6月18日的戰役。以奧軍勝利作結。

## 奧軍換帥
布拉格戰役之後，奧地利野戰軍撤退，布拉格被圍困。維也納改派戰爭會議主席，老資格的道恩（Daun）元帥出任總司令，此後，道恩在整個七年戰爭中，都是腓特烈大帝最大的對手。
腓特烈在布拉格戰役大勝之後，以為奧軍主力已經一蹶不振，自率主力圍攻布拉格，僅僅派中將貝費恩公爵帶24,000人監視道恩元帥的奧地利野戰軍，將奧軍趕到遠處。沒有想到奧地利人恢復的能力是驚人的，道恩在6月間就率全軍反攻，腓特烈先是自帶一支小部隊，馳入貝費恩公爵軍中主持，又急調布拉格城下的安哈特-德紹親王莫里茨來援。腓特烈的基本判斷是，奧地利經過連番挫敗，這次是迴光返照，戰鬥力不強，只要再給它一個打擊，奧地利就會屈膝投降。基於這個過於樂觀的判斷，1757年6月18日，腓特烈率35,000普軍，進攻道恩元帥堅固設防的53,000人，打響科林戰役。

## 兩軍交鋒

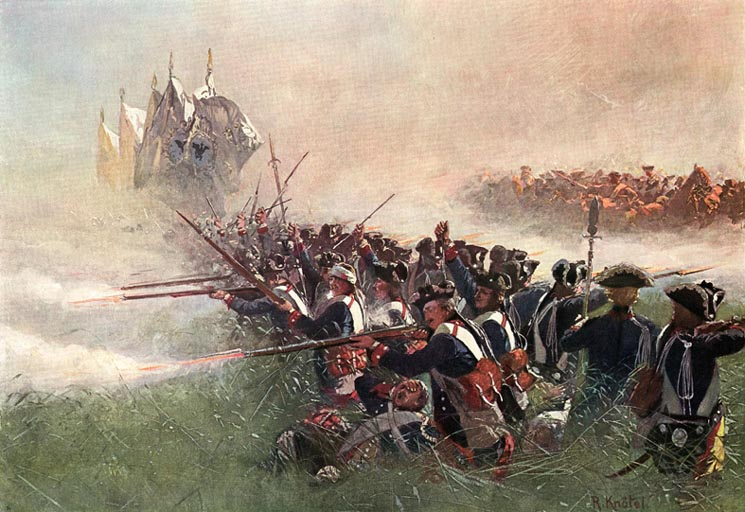
科林戰役中的普魯士 1. Bataillon Leibgarde

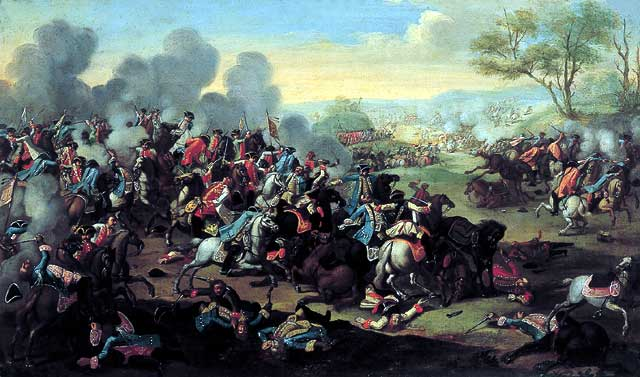
戰鬥

戰前的軍事會議上，貝費恩公爵和齊騰都不主張貿然發動進攻，而莫里茨親王主張打。腓特烈決定發動戰役。科林戰役中，普軍是以行軍姿態處於一條東西向的大道上，奧軍在大道南邊佔領高地掘壕固守。腓特烈的計畫，是以行軍前鋒（向南展開以後是左翼）齊騰的騎兵和許森（Hulsen）少將的步兵向東延伸，迂回到奧軍右翼頂點發動進攻。但是當他看到齊騰進展順利，改變主意，不讓中央莫里茨的主力跟隨齊騰迂回，而改為就地發動正面進攻，普軍後衛曼施泰因師也同時投入戰鬥。這樣，造成齊騰的迂回兵力不足，被奧軍右翼站住腳跟，騎兵旅長Krosigk少將身中兩刀一炮陣亡，上校塞德利茨挺身而出接替指揮，終於打開突破口。但是普軍是向上仰攻，數量上又處於劣勢，陷入苦戰之中。戰至近晚，普軍投入最後的預備隊，貝費恩的8個營，但是沒有料到道恩元帥也正在此時投入強大的預備隊反攻，晚8點，普軍被擊退回到大道。幸虧天色已暗，否則災難會更大。普軍損失 14,000人，布拉格解圍。

## 普軍戰敗
這次戰役非常艱苦，腓特烈又犯了當年第一仗莫爾維茨會戰的毛病，在作戰過程當中把指揮權交給莫里茨，自己退出戰場休息。科林戰役是腓特烈軍事生涯打的第一個敗仗，在此之前，他屢戰屢勝，未嘗一敗。這次戰役，從軍事上總結，腓特烈過於低估了敵人，當初在布拉格戰役大勝後，沒有窮追不捨，而是停下來圍攻堅城，給了奧軍喘息之機。而戰役中，又沒有撤出圍城的大軍，僅憑部分兵力輕率發動進攻。戰役過程中，又改側翼迂回為正面強攻，實際上奧軍數量占優勢，又占地利之便，強攻是最不足取的方法。總的來說，腓特烈過於自信及輕敵。
科林戰役雖然不大，但被認為實為七年戰爭最關鍵的戰略轉捩點，因為此役之後，腓特烈已經不可能在法國和俄國參戰之前迫降奧地利，戰略上合圍之勢已成，速勝希望破滅。此後輝煌的羅斯巴赫會戰和洛伊滕會戰，在戰略上也無法改變普魯士的絕境。

## 參看
- 七年戰爭